# Wola Prósperowa
Wola Prosperowa [pronunciación en polaco: /ˈvɔla prɔspɛˈrɔva/] es una aldea ubicada en el distrito administrativo de Gmina Oporów, dentro del condado de Kutno, Voivodato de Łódź, en el centro de Polonia. Se encuentra a unos 4 kilómetros al suroeste de Oporów, a 11 kilómetros al este de Kutno, y a 51 kilómetros al norte de la capital regional Łódź.